# Love the World
Love the World (в някои държави се среща като Perfume Global Compilation „Love the World“) е третият сборен албум на японското трио Парфюм, издаден на 12 септември 2012 от музикалната компания Tokuma Japan Communications, Amuse, Inc. и UMG International.

## Песни
Всички песни са композирани и написани от Ясутака Наката.
1. Polyrhythm (ポリリズム Poririzumu) – 4:09
2. Edge (Triangle Mix) – 8:42
3. Love the World – 4:32
4. Electro World (エレクトロ・ワールド Erekutoro Wārudo) – 4:19
5. Chocolate Disco (2012 Mix) (チョコレイト・ディスコ Chokoreito Disuko) – 4:53
6. Seventh Heaven – 4:43
7. Game – 5:04
8. Secret Secret (シークレットシークレット Shīkuretto Shīkuretto) – 4:56
9. Night Flight – 5:18
10. Baby Cruising Love – 4:40
11. Butterfly – 5:41
12. Fake It – 4:09
13. Laser Beam (レーザービーム Rēzā Bīmu) – 3:29
14. Glitter – 5:03
15. My Color (Album Mix) – 5:15
16. Dream Fighter – 4:53

|  | Тази страница частично или изцяло представлява превод на страницата Love the World (album) в Уикипедия на английски. Оригиналният текст, както и този превод, са защитени от Лиценза „Криейтив Комънс – Признание – Споделяне на споделеното“, а за съдържание, създадено преди юни 2009 година – от Лиценза за свободна документация на ГНУ. Прегледайте историята на редакциите на оригиналната страница, както и на преводната страница, за да видите списъка на съавторите. ВАЖНО: Този шаблон се отнася единствено до авторските права върху съдържанието на статията. Добавянето му не отменя изискването да се посочват конкретни източници на твърденията, които да бъдат благонадеждни. |